# Саїновка
Саї́новка (рос. Саиновка) — село у складі Тоцького району Оренбурзької області, Росія.

## Населення
Населення — 210 осіб (2010; 319 у 2002).
Національний склад (станом на 2002 рік):
- татари — 95 %